# 番家天嵩
番家 天嵩（ばんか てんた、2012年11月16日 - ）は、日本の俳優。神奈川県出身。キューブ所属。

## 略歴
2019年6月1日、映画『二宮金次郎』で映画初出演。（子役デビュー）
2020年1月期TBS系日曜劇場『テセウスの船』にレギュラー出演し、テレビドラマ初出演。
2021年12月5日、『青天を衝け』でNHK大河ドラマ初出演。
2022年5月19日、連続テレビ小説『ちむどんどん』でNHK朝ドラ初出演。

## 人物
- 特技は、バク転、逆立ち、レスリング。
- 5人きょうだいの3番目（次男）で、姉・兄・妹・弟がいる。
- 長女以外は、同じ事務所に所属する子役である。
- 5人きょうだい揃って東海ジュニアレスリングクラブに所属し、姉・兄・妹は、県大会優勝経験者である。
- 2020年1月期日曜劇場『テセウスの船』で父親役を演じた鈴木亮平とは、2023年の映画『劇場版 TOKYO MER〜走る緊急救命室〜』で再共演し、同年の10月期日曜劇場『下剋上球児』では2度目の親子役を演じ計3回共演している。
- 2022年の映画『サバカン SABAKAN』では、兄・一路と兄弟役で共演している。
- 2023年のマクドナルドのCMでは、末弟・玖太と兄弟役で共演している。

## 出演

### テレビドラマ
- テセウスの船（2020年1月19日 - 3月22日、TBS） - 佐野慎吾（幼少期） 役
- MIU404 第3話・第4話・第6話 - 第11話（2020年7月10日 - 9月4日、TBS） - 桔梗ゆたか 役
- 魔進戦隊キラメイジャー 第19話（2020年8月16日、テレビ朝日） - たけし 役
- 仮面ライダーセイバー 第3章 - 最終章（2020年9月20日 - 2021年8月22日、テレビ朝日） - 尾上そら 役
- ドラフト2020特番お母さんありがとうSP（2020年10月26日、TBS） - 五十幡亮汰（幼少期） 役
- 大河ドラマ 青天を衝け 第38回（2021年12月5日、NHK） - 渋沢正雄 役
- 連続テレビ小説 ちむどんどん（2022年5月19日 - 、NHK） - 友利ヒロシ 役
- 特集ドラマ「二十四の瞳」（2022年8月8日、NHK BSプレミアム・BS4K） - 相沢仁太（幼少期） 役
- 赤ひげ4 第6話（2022年12月9日、NHK BSプレミアム） - 長太郎 役
- 軍港の子 〜よこすかクリーニング1946〜（2023年8月20日、NHK総合） - 田村泰久 役
- 下剋上球児（2023年10月15日 - 12月17日、TBS） - 南雲青空 役
- 万博の太陽（2024年3月24日、テレビ朝日） - 万田博士 役[4]
- 南くんが恋人!?（2024年7月16日 - 9月10日、テレビ朝日） - 堀切拓真 役[5]
- 海に眠るダイヤモンド（2024年12月1日-、TBS） - 竹男 役
- 家政夫のミタゾノ 第7シーズン 第4話（2025年2月4日、テレビ朝日） - 工藤翔太 役[6]
- ホットスポット 第8話（2025年3月2日、日本テレビ） - 拓也（小学生時代） 役[7]

### 映画
- 二宮金次郎（2019年6月1日） - 富次郎 役
- 仮面ライダーセイバー - 尾上そら 役
  - セイバー+ゼンカイジャー スーパーヒーロー戦記（2021年7月22日）
  - 仮面ライダー ビヨンド・ジェネレーションズ（2021年12月17日）[8]
- サバカン SABAKAN（2022年8月19日） - 久田の弟 役
- 劇場版 TOKYO MER〜走る緊急救命室〜（2023年4月28日） - 飛行機の乗客 役
- アントニオ猪木をさがして（2023年10月6日）
- ふしぎ駄菓子屋 銭天堂（2024年12月13日） - 水野雄太 役 [9][10]

### ウェブドラマ
- 東京ラブストーリー（2020年、FOD） - 幼稚園児 役
- 私のIDはカンナム美人（2020年、AbemaTV） - いじめっ子 役
- 仮面ライダーセイバースピンオフ 仮面ライダーサーベラ&仮面ライダーデュランダル（2022年11月20日、東映特撮ファンクラブ） - 尾上そら 役
- 忍びの家 House of Ninjas（2024年2月15日、Netflix） - 俵陸 役[11]

### バラエティー
- 1周回って知らない話＋今夜くらべてみました合体！「芸能界の気になる」3時間SP（2021年10月6日、日本テレビ）
- 世界一受けたい授業（2021年、日本テレビ） - コボちゃん 役
- 阿佐ヶ谷アパートメント（2022年）
- ワルイコあつまれ 第21回（2022年）
- 逃走中 ゴールデンコンビ（2025年）

### WEB
- ネスレ日本 ブラックロースト
  - アイスカフェラテ編
  - 家でも濃い味編
  - 重厚編
  - 香りが濃い編

### CM
- 日清食品チキンラーメン
  - ワイルドチキンラーメン編（2020年）
  - ベランピング編（2020年）
- 日清食品 シーフードカップヌードル 在宅海ダンス編（2020年）
- 大幸薬品 正露丸糖衣A（2020年）
- JA共済 若者の気持ち編（2020年）
- ロッテ クーリッシュ「2020もすごい冷たい編」（2020年）
- 東急リバブル「トリビア2021編」（2021年）
- バンダイ 仮面ライダーリバイス 装動（2021年）
- 日本マクドナルド 「旅の前の朝マック」篇（2023年）
- SoftBank「スマホデビュー1年生」シリーズ（2024年）[12]
- 味の素冷凍食品 AJINOMOTO. ギョーザ（2025年）[13]

### オリジナルビデオ
- てれびくん超バトルDVD 仮面ライダーセイバー 集え！ヒーロー!!爆誕ドラゴンてれびくん（2021年） - 尾上そら / 悪そら 役